# Cheeba
Cheeba, właściwie Grzegorz Waluś (ur. 1986 w Opolu) – polski wokalista i autor tekstów. Grzegorz Waluś znany jest przede wszystkim jako członek zespołu muzyki reggae EastWest Rockers. Wokalista gościł ponadto m.in. na płytach takich wykonawców jak: Czarny HIFI, Grubson, Jamal, Tabu, Jarecki, DJ BRK, Junior Stress, De Mono, Lilu, Mesajah, RaggaBangg, Ras Luta, Tallib, KaeN oraz Vavamuffin.

## Wybrana dyskografia
Notowane utwory
| Rok  | Tytuł                                          | Pozycja na liście | Pozycja na liście | Pozycja na liście | Pozycja na liście | Album        |
| Rok  | Tytuł                                          | Eska              | RMF               | RB                | POL New           | Album        |
| ---- | ---------------------------------------------- | ----------------- | ----------------- | ----------------- | ----------------- | ------------ |
| 2014 | „Zbyt wiele” – Kaen (gościnnie: Wdowa, Cheeba) | 1                 | 1                 | 12                | 2                 | Piątek 13-go |

Występy gościnne
| Rok  | Utwór | Album                               | Źródło |
| ---- | --- | ----------------------------------- | ------ |
| 2008 | „Freedom Fighters” (gościnnie: O.M.A., Grizzlee, Cheeba)                                                                                    | Ludzie prości – Mesajah             | [ 7 ]  |
| 2008 | „Kocham, kocham, kocham” (gościnnie: Cheeba)                                                                                                | LA – Lilu                           | [ 8 ]  |
| 2008 | „Mierzyć wyżej” (gościnnie: Cheeba) | Urban Discotheque – Jamal           | [ 9 ]  |
| 2009 | „Nowa Fala Remix” (gościnnie: BU, Metrowy, Majkel, Skorup, Wini, MadMajk, Junior Stress, Mass Cypher, DJ Feel-X, Cheeba, Grizzlee, Jahdeck) | O.R.S. – Grubson                    | [ 10 ] |
| 2010 | „Dobry smak” (gościnnie: Cheeba) | Mucha nie siada – Jarecki, BRK      | [ 11 ] |
| 2011 | „Nasza generacja” (gościnnie: młode pokolenie [Malowane Nutki], Grizzlee, Cheeba, JoToSkleja)                                               | Coś więcej niż muzyka – Grubson     | [ 12 ] |
| 2012 | „Na peryferiach” (gościnnie: Cheeba, Grizzlee)                                                                                              | Prosto z serca – Tallib             | [ 13 ] |
| 2012 | „Wspomnienie” (gościnnie: Cheeba) | Spiekota – De Mono                  | [ 14 ] |
| 2012 | „Marzenia” (gościnnie: Grizzulah, Cheeba)                                                                                                   | Endorfina – TABU                    | [ 15 ] |
| 2012 | „Adrenalinah” (gościnnie: Cheeba) | Dzięki – Junior Stress, Sun El Band | [ 16 ] |
| 2012 | „Zapalar” (gościnnie: Cheeba, Junior Stress)                                                                                                | RaggaBangg – RaggaBangg             | [ 17 ] |
| 2012 | „Ludzie mówią” (gościnnie: Grizzulah, Cheeba)                                                                                               | Niedopowiedzenia – Czarny HIFI      | [ 18 ] |
| 2013 | „Nie mam sympatii” (gościnnie: Cheeba) | Uratuj siebie – Ras Luta            | [ 19 ] |
| 2013 | „Skit” (gościnnie: Cheeba) | Solresol – Vavamuffin               | [ 20 ] |
| 2014 | „Zbyt wiele” (gościnnie: Cheeba, Wdowa) | Piątek 13-ego – KaeN                | [ 21 ] |
| 2014 | „Trabaho” (gościnnie: Cheeba) | Punkt widzenia – Jarecki, BRK       | [ 22 ] |

Kompilacje różnych wykonawców
| Rok  | Utwór                                                                           | Album        | Źródło |
| ---- | ------------------------------------------------------------------------------- | ------------ | ------ |
| 2006 | „Ognia nie gaście (Burning)” – Grizzlee, Cheeba „Mammona (Nasty Dawg)” – Cheeba | Polski ogień | [ 23 ] |

## Teledyski
| Rok  | Tytuł                                                       | Reżyseria/Realizacja | Album            | Źródło |
| ---- | ----------------------------------------------------------- | -------------------- | ---------------- | ------ |
| 2008 | „Kocham, kocham, kocham” – Lilu (gościnnie: Cheeba)         | Przedmarańcza        | LA               | [ 24 ] |
| 2012 | „Marzenia” – TABU (gościnnie: Grizzulah, Cheeba)            | Mania Studio         | Endorfina        | [ 25 ] |
| 2012 | „Ludzie mówią” – Czarny HIFI (gościnnie: Cheeba, Grizzulah) | Toczy Videos         | Niedopowiedzenia | [ 26 ] |
| 2013 | „Czy ty śpisz” – Cheeba                                     | Cheeba Art           |                  | [ 27 ] |
| 2014 | „Zbyt wiele” – KaeN (gościnnie: WdoWA, Cheeba)              | PUAP collective      | Piątek 13-ego    | [ 21 ] |
| 2014 | „Pomaga przeżyć” – Cheeba                                   |                      |                  | [ 28 ] |
| 2018 | „Shape of you” – Cheeba                                     | Cheeba (Link Up)     |                  | [ 29 ] |
| 2020 | „Idziemy pod prąd” – Cheeba (muzyka: Seb Skalski)           | Cheeba               |                  | [ 30 ] |
| 2020 | „Twierdza” – Cheeba                                         | Cheeba (Link Up)     |                  | [ 31 ] |
| 2023 | „Wyspy” – Rebel Idrens feat. Cheeba                         | Barbara Lutzner      |                  | [ 32 ] |
| 2024 | „Sugar Free” – Cheeba                                       | Cheeba               |                  | [ 33 ] |